# Claude Rolland
Claude Rolland MS (* 17. August 1910 in Santec, Département Finistère; † 15. Oktober 1973) war ein französischer römisch-katholischer Ordensgeistlicher und Bischof von Antsirabé in Madagaskar.

## Leben
Claude Rolland trat der Ordensgemeinschaft der Missionare Unserer lieben Frau von La Salette bei und empfing am 12. Juli 1936 das Sakrament der Priesterweihe.
Am 19. Dezember 1955 ernannte ihn Papst Pius XII. zum Bischof von Antsirabé. Der Erzbischof von Tananarive, Victor Sartre SJ, spendete ihm am 12. Februar 1956 die Bischofsweihe; Mitkonsekratoren waren der Bischof von Miarinarivo, Ignace Ramarosandratana, und der Bischof von Toamasina, Alain-Sébastien Le Breton SMM. Rolland nahm an allen vier Sitzungsperioden des Zweiten Vatikanischen Konzils teil. Bedeutsam war seine Entscheidung, den Dominikaner Marie-Dominique Chenu als seinen Konzilsberater mitzubringen. Dies ermöglichte es Chenu, sich an zahlreichen Debatten beim Konzil zu beteiligen.